# Паскуаль Герреро (стадион)
Олимпийский стадион имени Паскуа́ля Герре́ро, также известный как просто Паскуаль Герреро, либо (неофициально) Паскуаль (исп. Estadio Olímpico Pascual Guerrero) — футбольный стадион, расположенный в городе Кали. На стадионе проходят домашние матчи клубов «Америка Кали» и «Атлетико Кали». До открытия в 2010 году собственной арены, на «Паскуале» выступал второй гранд колумбийского футбола из Кали (помимо «Америки») — «Депортиво Кали». На «Паскуале Герреро» также проходят музыкальные концерты и другие культурные мероприятия.

## История

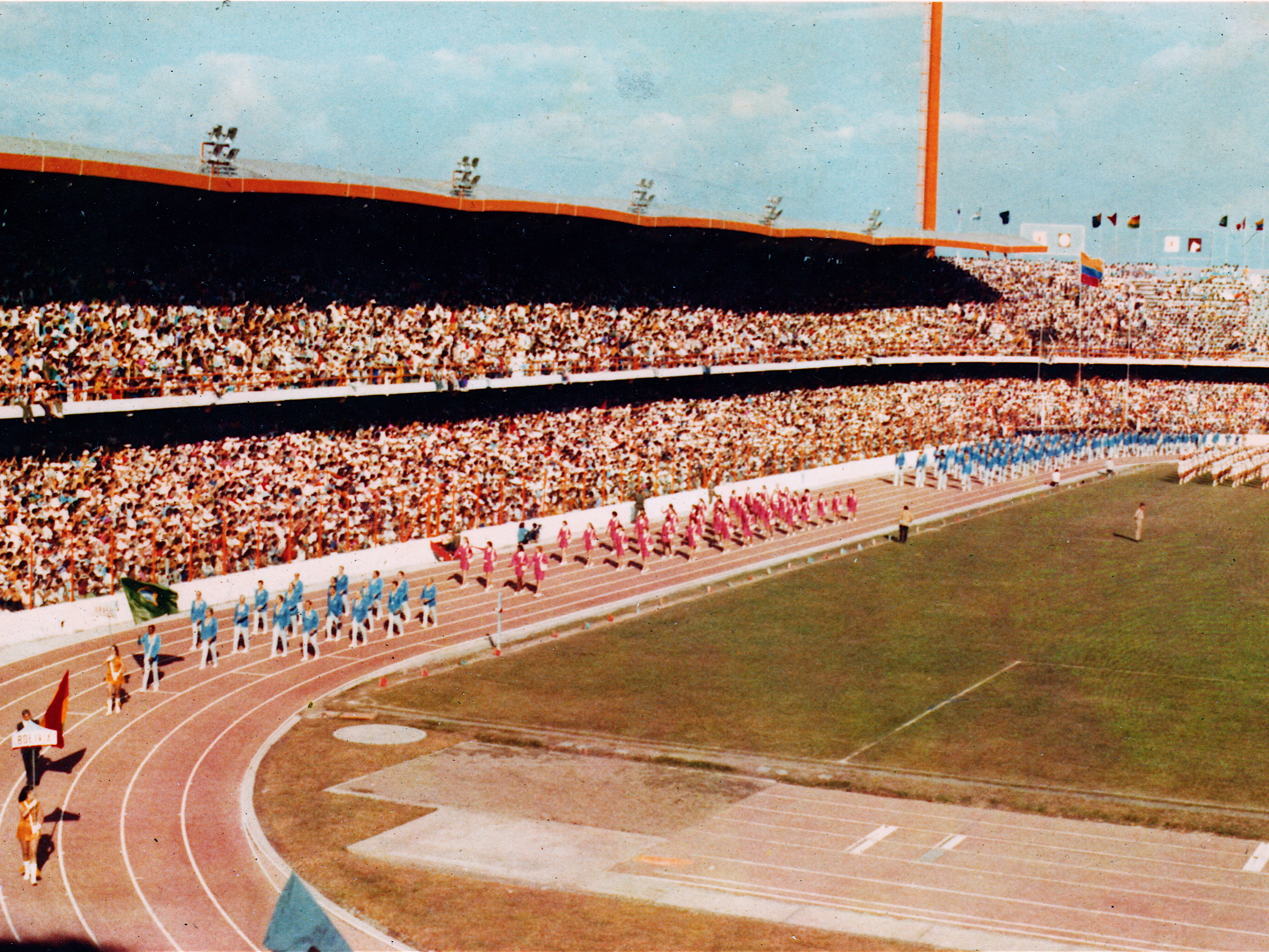
Церемония открытия Панамериканских игр 1971 года.

В 1935 году поэт, писатель и политик Паскуаль Герреро Мармолехо пожертвовал часть своих земель для того, чтобы там был построен современный стадион. Арена, которая первоначально называлась Департаменталь, открылась 20 июля 1937 года матчем между сборными Колумбии и Мексики. Колумбийцы, праздновавшие 400-летие основания Кали, победили со счётом 3:1.
С 1948 года на стадионе проводятся матчи чемпионата Колумбии. К VII Национальным играм Колумбии, прошедшим в 1954 году, арена была впервые модернизирована. То же самое случилось и перед Панамериканскими играми 1971 года, которые проходили в Кали. Следующая модернизация (однако не очень масштабная) прошла в 1994—1995 гг.
После небольшого косметического ремонта в 2001 году (перед Кубком Америки) Паскуаль Герреро стал вмещать чуть менее 46 тысяч зрителей. Наконец, во время подготовки к молодёжному чемпионату мира 2011 года, арена была капитально переделана, вместимость сократилась до 33,1 тыс. зрителей, значительно повысилась безопасность.
На «Паскуале» 6 раз проходили финалы Кубка Либертадорес, но все 6 раз калийские команды в итоге уступали своим соперникам по двухматчевым противостояниям. «Депортиво Кали» доходил до финала главного клубного турнира Южной Америки дважды — в 1978 и 1999 годах, а «Америка Кали» — четырежды (в том числе — три раза подряд в 1985—1987 гг.), что является рекордом по числу проигранных финалов в данном турнире. Также на стадионе прошли два финала Кубка Мерконорте — в 1998 и 1999 гг. В последнем случае «Америка» всё же добилась победы в международном турнире.
Среди многочисленных музыкальных исполнителей, выступавших с концертами на Олимпийском стадионе Паскуаль Герреро, выделяются Хуанес, Шакира, Марк Энтони и RBD.

## Турниры
Финальные матчи международных клубных турниров:
- Кубок Либертадорес 1978
- Кубок Либертадорес 1985
- Кубок Либертадорес 1986
- Кубок Либертадорес 1987
- Кубок Либертадорес 1996
- Кубок Либертадорес 1999
- Кубок Мерконорте 1998
- Кубок Мерконорте 1999

Другие турниры:
- VII Национальные игры Колумбии 1954
- VI Панамериканские игры 1971
- Кубок Америки 2001 — все 6 матчей группы B
- Чемпионат мира среди молодёжных команд 2011 — 5 матчей группы B, 1 матч группы A, по 1 игре 1/8 и 1/4 финала